# Liste des évêques de Menevia

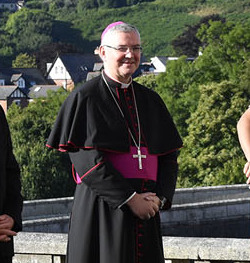
Révérend Mark O’Toole, évêque de Plymouth, en visite au Collège naval royal de Britannia.

L'évêque de Menevia est un dignitaire de l'Église catholique en Angleterre et au pays de Galles, titulaire du diocèse de Menevia. Le siège épiscopal est la Cathédrale Saint-Joseph de Swansea. Ce diocèse fait partie de la province de Cardiff, qui en compte deux autres : Cardiff et Wrexham.
Le diocèse existe depuis 1895, d'abord sous le nom de « vicariat apostolique du pays de Galles », avant d'être érigé en diocèse proprement dit en 1898. Il a été formé à l'occasion d'un réaménagement des circonscriptions ecclésiastiques de l'Église catholique au pays de Galles, qui s'est traduit par la scission du diocèse de Newport et Menevia, auquel succède l'archidiocèse métropolitain de Cardiff. Le vicariat est constitué d'une partie des territoires sous la juridiction du diocèse dissous, et de territoires relevant jusque-là du diocèse de Shrewsbury.
Le diocèse est supprimé le 12 septembre 2024, fusionné avec l'archidiocèse de Cardiff pour former l'archidiocèse de Cardiff-Menevia.
| Vicaire apostolique du pays de Galles | Vicaire apostolique du pays de Galles | Vicaire apostolique du pays de Galles                                                                                |
| ------------------------------------- | ------------------------------------- | --- |
| 1895-98                               | Francis Mostyn (en)                   | |
| Évêques de Menevia                    |                                       | |
| 1898-1921                             | Francis Mostyn                        | Nommé archevêque de Cardiff en 1921                                                                                  |
| 1926-35                               | Francis Vaughan                       | |
| 1935-40                               | Michael McGrath                       | Nommé archevêque de Cardiff en 1940                                                                                  |
| 1941-46                               | Daniel Hannon                         | |
| 1947-72                               | John Petit                            | |
| 1972-81                               | Langton Fox                           | Il était auparavant évêque auxiliaire de Menevia                                                                     |
| 1981-83                               | John Ward (en)                        | Nommé archevêque de Cardiff en 1983                                                                                  |
| 1983-87                               | James Hannigan (en)                   | Nommé évêque de Wrexham en 1987                                                                                      |
| 1987-2001                             | Daniel Mullins                        | Il était auparavant évêque auxiliaire de Cardiff                                                                     |
| 2001-08                               | Mark Jabalé (en)                      | Il était auparavant évêque coadjuteur de Menevia                                                                     |
| 2008-19                               | Thomas Burns                          | Il était auparavant évêque des forces armées britanniques                                                            |
| 2022-24                               | Mark O'Toole                          | Il était auparavant évêque de Plymouth ; simultanément archevêque de Cardiff ; premier archevêque de Cardiff-Menevia |

## Sources
- (en) Fiche sur le diocèse de Menevia sur le site Catholic Hierarchy